# Ihrsinn
Ihrsinn (eigene Schreibweise IHRSINN) war eine radikalfeministische Lesbenzeitschrift. Sie erschien von 1990 bis zum Jahr 2004 in einer Auflage von 1000 zweimal jährlich in insgesamt 29 Ausgaben und wurde vom Verein Ihrsinn e. V. herausgegeben. Jede Ausgabe erschien mit einem Umfang von etwa 120 Seiten und einem Schwerpunktthema. Die Redaktion hatte ihren Sitz in Bochum.

## Geschichte
Ihrsinn wurde 1989 von acht Lesben gegründet; von Anfang bis Ende dabei waren: Ulrike Janz, Rita Kronauer, Lena Laps und Gitta Büchner. Im Frauenbuchladen Amazonas in Bochum fanden 1989 Veranstaltungen zu verschiedenen lesbenpolitischen Themen statt. So entstand schnell die Idee, aufgrund vieler Diskussionen, eine Lesbenzeitschrift herauszugeben. Ausgehend von der eigenen Erfahrungen mit lesbisch-feministischer Theorie sollte sich diese Zeitschrift an den unterschiedlichen Lebensumständen von Frauen und Lesben und den Möglichkeiten politischen Handelns orientieren.
Wenige Tage vor dem Mauerfall fand die Berliner Lesbenwoche statt, an welcher auch einige Gründerinnen der Zeitschrift teilnahmen. Dort entstand bei einer Veranstaltung in Ostberlin der Kontakt zu Bärbel Klässner. Ab der ersten Ausgabe der Ihrsinn waren somit auch die Erfahrungen und Perspektiven in Ostdeutschland lebender Lesben vertreten.
Der Titel ist ein Wortspiel und soll zum Ausdruck bringen: Wir schreiben unsere Art zu denken groß. Frauen sollen jenseits von Mainstream und gängiger Strukturen zum Nachsinnen angeregt werden.
Der Untertitel eine radikalfeministische Lesbenzeitschrift – setzt den Fokus der Redaktion in einen feministischen Zusammenhang, welcher über die Gleichstellung der Frauen innerhalb patriarchaler Strukturen hinausgeht.
Aus einem Faltblatt der ersten Ausgabe geht hervor:

„Wir schöpfen unsere Stärke sowohl aus dem subversiven Potential aller Lesben als auch aus radikalfeministischer Politik, aus einem tätigen Bewusstsein, das darauf ausgerichtet ist, das Heteropatriarchat in seinen verschiedenen Verpackungsformen nicht nur reformfeministisch zu entsorgen, sondern ihm die Wurzeln abzutrennen.“

Zielsetzung war es, die eigenen Vorstellungen von Lesbenidentität, -kultur, und -politik klarer zu formulieren. Die Zeitschrift wollte feministisch-lesbische Perspektiven überprüfen, theoretisch orientiertes Denken auch außerhalb der Universitäten anregen und ein Forum für politische Auseinandersetzungen bieten. Die Initiatorinnen wurden angeregt durch englischsprachige Zeitschriften zur lesbisch-feministischen Ethik. Als Vorbilder werden Gossip – a journal of lesbian feminist ethics und Lesbian Ethics genannt. Bei der Gründung von Ihrsinn gab es in der Bundesrepublik Deutschland zwei überregionale Lesbenzeitschriften: UKZ – Unsere kleine Zeitung (1975–2001) und Lesbenstich (1980–1993). Ihrsinn verstand sich als Ergänzung zu diesen Zeitschriften, nicht als Konkurrenz.
Die Inhalte der Zeitschrift wuchsen mit den Jahren: Anfangs eher einfach, kamen in den späteren Ausgaben auch Fotos, Zeichnungen, Comics und Rubriken – Rezension, Glosse, ausgegraben, Aktuelles – hinzu. Gedichte und persönliche Texte fanden eine Ergänzung zu vielen Artikeln.
Für blinde und sehbehinderte Lesben gab es die Möglichkeit, jede Ausgabe auf Kassette gesprochen und in Braille beschriftet zu bekommen.
Den Stand und die Perspektive lesbischer Identitätssuche formulierte Ihrsinn in ihrer ersten Ausgabe 1990 so: „Auf der Suche nach Lesbenidentität werden wir uns schmerzhaft des Mangels an gemeinsamer Geschichte, Kultur, Sprache bewußt. Symbole und Bilder, die zur Orientierung dienen können, sind rar. Wir unterliegen der Versuchung, sie in ihrem Seltenheitswert zu überhöhen, und lesbische Heldinnen und Mythen zu schaffen, mit denen wir uns identifizieren mögen. […] Identitätsbildende Bausteine in einer feindseligen Umwelt aufspüren und etwas Eigensinniges, Machtvolles damit anfangen: eine ausdauernde, kreative, radikale Anstrengung ist notwendig.“
Veranstaltungen wie die Berliner Lesbenwochen, Lesbenfrühlingstreffen (vormals Lesbenpfingsttreffen), Hamburger und Bremer Frauenwochen, Kongresse wie Frauen gegen Gen- und Reproduktionstechnologien 1988 in Frankfurt oder Frauen gegen Nationalismus – Rassismus / Antisemitismus – Sexismus 1990 in Köln, Lesbenforschungssymposien in der Schweiz und in mehreren deutschen Städten (Berlin, Hamburg, Bielefeld), waren Orte, an denen die Redakteurinnen Diskussionen und Konflikte zu Antisemitismus, Rassismus, Klassismus, Gesundheit/Krankheit, Behinderung vorfanden. Oft wurden direkt vor Ort mögliche Autorinnen angesprochen, oder sie schrieben selbst zu den jeweiligen Themen. Im Rahmen dieser Arbeit wurde klar, dass Identitätspolitik eine wichtige Rolle spielte, welcher sie versuchten gerecht zu werden. Reflexionen zu Postfeminismus, Queer Theory und Artikel zu Themen wie Armut, Globalisierung, Lebensbedingungen von Lesben in anderen Ländern, zu Schönheitsnormen, zur allmählichen Institutionalisierung von Lesben- und Schwulenpolitik, zum lesbischen Kinderwunsch und vielen mehr, lassen ein breites Spektrum der jeweiligen Ausgaben erkennen.
Ihrsinn wollte, wie die Zeitschrift es 2004 rückblickend zugespitzt formulierte, das „Heteropatriarchat in seinen verschiedenen Verpackungsformen nicht […] reformfeministisch entsorgen, sondern ihm die Wurzel abtrennen“. Die Zeitschrift ist, abgesehen von Satz und Druck, in unbezahlter Arbeit entstanden.

## Ausgaben
- 1990/1: Auftakt, Ihrsinn eine radikalfeministische Lesbenzeitschrift
- 1990/2: Unterschiede, Ihrsinn eine radikalfeministische Lesbenzeitschrift
- 1991/3: Das verlorene Wir?, Ihrsinn eine radikalfeministische Lesbenzeitschrift
- 1991/4: Lieber lebendig als normal Gesundheit – Krankheit – Behinderungen eine radikalfeministische Lesbenzeitschrift
- 1992/5: Die Qual der Moral, Ihrsinn eine radikalfeministische Lesbenzeitschrift
- 1992/6: Landplagen Rassismus – Antisemitismus – Nationalismus, Ihrsinn eine radikalfeministische Lesbenzeitschrift
- 1993/7: Lustwandel, Ihrsinn eine radikalfeministische Lesbenzeitschrift
- 1993/8: Zeit, Ihrsinn eine radikalfeministische Lesbenzeitschrift
- 1994/9: Von Klassen und Kassen Lesben und Ökonomie, Ihrsinn eine radikalfeministische Lesbenzeitschrift
- 1994/10: War was?, Ihrsinn eine radikalfeministische Lesbenzeitschrift
- 1995/11: Lesben in MännerGesellschaft, Ihrsinn eine radikalfeministische Lesbenzeitschrift
- 1995/12: Lesben International, Ihrsinn eine radikalfeministische Lesbenzeitschrift
- 1996/13: In aller Öffentlichkeit, Ihrsinn eine radikalfeministische Lesbenzeitschrift
- 1996/14: Sterbenswege Trauerweisen, Ihrsinn eine radikalfeministische Lesbenzeitschrift
- 1997/15: Unterwegs, Ihrsinn eine radikalfeministische Lesbenzeitschrift
- 1997/16: gegenGewalt, Ihrsinn eine radikalfeministische Lesbenzeitschrift
- 1998/17: Lebenswandel, Ihrsinn eine radikalfeministische Lesbenzeitschrift
- 1998/18: Ab die Post? Zu Theorie und Politik, Ihrsinn eine radikalfeministische Lesbenzeitschrift
- 1999/19: Lesen und Schreiben, Ihrsinn eine radikalfeministische Lesbenzeitschrift
- 1999/20: Körper, Ihrsinn eine radikalfeministische Lesbenzeitschrift
- 2000/21: schaffe, schaffe, Ihrsinn eine radikalfeministische Lesbenzeitschrift
- 2000/22: staatisch?, Ihrsinn eine radikalfeministische Lesbenzeitschrift
- 2001/23: Humor. Ein Versuch, Ihrsinn eine radikalfeministische Lesbenzeitschrift
- 2001/24: Solidarität – un/umgebrochen, Ihrsinn eine radikalfeministische Lesbenzeitschrift
- 2002/25+26: Generationen (Doppelheft), Ihrsinn eine radikalfeministische Lesbenzeitschrift
- 2003/27: Globalisierung, Ihrsinn eine radikalfeministische Lesbenzeitschrift
- 2003/28: angerichtet, Ihrsinn eine radikalfeministische Lesbenzeitschrift
- 2004/29: Schlussakkord, Ihrsinn eine radikalfeministische Lesbenzeitschrift